# 藤川菜緒
藤川 菜緒（ふじかわ なお、1995年12月2日 - ）は、日本の女優、踊り子。元AV女優。元ライフプロモーション所属。

## 略歴
2017年に「小谷野まゆ（こやの まゆ）」としてAVデビュー。所属事務所はC-moreエンターテイメント。
中学の時に見た恵比寿マスカッツをきかっけにAVに興味を持ち、人生1回きりだからAVに出演したいと思っていたものの、自分には無理だと思いダンスの仕事をしていたが、股関節唇損傷を患い出来なくなった時に次にできることはなにかと考え、元々抱いていた思いもあってAV女優となった。
所属事務所をライフプロモーションに移して「藤川菜緒」に改名、2018年1月より新たにツイッターを開始。
2018年8月19日、AV女優によるアイドルグループ・マシュマロ3d+の研究生「マシュマロ3d+ teamメレンゲ」のメンバーとなる。元ダンサーということもあり、「+ teamメレンゲ」の話が舞い込んだ際には、即座に加入を決断した。
2018年11月24日、マシュマロ☆クランベリーとしてマシュマロ3d+に加入。
2019年3月23日、定期ライブ「もっと、お兄ちゃんといっしょ Vol.43」にてマシュマロ３d＋のダンス部長に就任。同年8月21日に川崎ロック座でストリッパーとしてもデビューした。
2020年9月5日にAV女優としての活動を終了し、ライフプロモーション退所を発表。芸名使用許諾を受け、踊り子、女優としては引き続き同名で活動を行う。
2021年9月30日、股関節や鎖骨の痛みの原因が強直性脊椎炎と診断されたことをツイート。2022年のインタビューではストリップ界のバイプレイヤーとして紹介された。

## 人物
小柄で微乳のロリ系AV女優。趣味はお笑い、特技はダンス、Y字バランス（クラシックバレエ歴あり）。前職は某アトラク系ダンサーで、怪我により踊れなくなったため裏方に回る話もあったが、前述の理由でAV転身。
声優好きだったことから『仮面ライダー電王』に興味が湧き見るようになり、そこから大の特撮好きとなった。特に好きな作品は『仮面ライダー電王』と『快盗戦隊ルパンレンジャーVS警察戦隊パトレンジャー』。また、鉄道好きでもある。
20歳までに処女を卒業するために19歳になった頃から準備としてオナニーを始め、19歳の内にアルバイト先の居酒屋の店長を相手に初体験を済ます。

## 出演作品

### アダルトDVD
2017年
- チアガール姿のきゅ〜とな女子大生が濃厚キスで中年男性を応援！ヨダレ滴るほどに絡み合うベロで感じる女の子は元気になり過ぎたおじさんチ○ポも受け入れちゃう! in 池袋（4月20日、SODクリエイト）※「まさみ」名義　共演:しほ　他出演:みのり、まり、えりな、しょうこ、いくみ、まき、さやか、ちえこ
- THE NEXT BIG THING Vol.01（5月5日、SUPER SONIC SATELLITES）共演:卯水咲流
- プロレス技マニアの女達 07（5月12日、SUPER SONIC SATELLITES）他出演:卯水咲流
- 妄想女子ボクシング Vol.05 階級差対決編（6月2日、SUPER SONIC SATELLITES）共演:卯水咲流
- 手を使わずに口だけでコンドームを装着できたら賞金100万円! 友達同士の男女がチ○ポ丸呑みディープスロート体験 2 初めて見る友人の勃起チ○ポに火がついて爆吸引! 我慢できずに暴発口内射精!（6月15日、ROCKET）※「さよ」名義　他出演:ゆか、はるか、さとみ
- 140cm台低身長少女 わいせつ育成計画（7月28日、I.B.WORKS）共演:いろはめる、苑田あゆり、篠崎みお、奈加ちひろ
- 父に犯され続ける娘の近親相姦映像（7月28日、I.B.WORKS）他出演:白井ゆずか、小谷みのり
- マジックミラー号 もうすぐ夏休み!田舎で育った夏服女子校生がはじめてのオモチャで激イキ絶頂体験!10人中6本番!うち1人は処女膜貫通!（8月10日、SODクリエイト）共演:北川ゆず ほか　他出演:大原すず、雪白いずみ、七海ゆあ、宮沢ゆかり、今井まい ほか
- 噂の検証!! -まんハメ検証団- PRESTIGE PREMIUM 06 【徹底検証!!】「東京にやってきた地方在住美少女たちは慣れない都会で隙だらけ!!TVの密着取材を装い優しくつけ込めば喰える!?」（8月11日、プレステージ）※「ひとみ」名義　他出演:えり、サクラ、しずく
- 目が覚めたら女だらけの更衣室! 女子社員の黒パンスト脱ぎ脱ぎ生パンティーが間近で丸見え!興奮してチ○ポ勃ててるのを見つかりクビになるかと思いきや僕のズリネタになってくれ パンティずらして挿入までさせてくれた（8月24日、SWITCH）共演:伊東真緒、諸星エミリー、星川麻紀
- 姪っ子(18)中出し性交記録 〜おじさんいっしょにお風呂入ろっ!無垢で無防備な姪っ子たち〜（8月25日、TMA）他出演:苑田あゆり、佐野あい

2018年
- ドキュメンTV×PRESTIGE PREMIUM 家まで送ってイイですか? 15（2月16日、プレステージ）※「あみ」名義　他出演:れな、くみ、ちか
- 常に昇天エステ 2（5月24日、アイエナジー）他出演:夏樹まりな、吉良いろは、栄川乃亜 ほか
- マジックミラー号 女子○生限定! 豪華撮りおろし2タイトル収録8時間! 田舎&都会で見つけた制服美少女 総勢15人全員SEX成功&オール顔射スペシャル!（6月7日、SODクリエイト）※「ゆき」名義　共演:ゆうこ　他出演:かな、えりか、まい、あかね、さとこ、ゆい、つかさ、ゆかり、きこ、みよ、あいり、くるみ、ことね
- 庭で水遊びをしていた妹と友達がビショ濡れになって下着が丸見え!? 真夏日が続くなか「あつ〜い」と妹はクラスの女友達と一緒に庭で水遊び!?無防備にはしゃいでいるものだからパンツ丸見え!しかも悪ノリしてどんどんエスカレートしブラが透けて丸見えになるほどビショ濡れに!そんな様子につい見とれてしまうボクは気付かないうちに勃起!妹たちは勃起に気付いて気持ち悪がるどころか、面白がってさらに過激に見せつけてくる!もう勃起しまくりで我慢できません!（8月7日、Hunter）他出演:高杉麻里、さくらひより、五十嵐星蘭、生田みく、河音くるみ
- こっそり角オナニー 3（8月13日、アロマ企画）他出演:塚田詩織、仁科りえ、坂下ゆあ、三上絵理香、吉良姫花
- 女監督トラ子の 女の子同士だから女子会ノリでぶっちゃけドスケベ体験♥ 今話題の乳首オナニー「チクニー」してみませんか? でも、ムラムラして気持ち良くなってる所にまさかの勃起チ●ポ乱入で素人娘大パニック!?（8月19日、ATOM）他出演:高杉麻里、七瀬こころ、近藤ゆき、生田みく
- えっちな女子○生の淫語かたりかけぐちゅぐちゅ連続絶頂スク水オナニー 2（8月23日、アイエナジー）他出演:宮崎あや、栄川乃亜、宮沢ゆかり、相澤ゆりな、夏樹まりな、吉良いろは、一ノ瀬恋、紗藤まゆ、加藤みゆ紀、卯水咲流、七海ゆあ、清本玲奈 ほか
- ニーハイ天国! 見舞いに来た同級生5人のたなぼたパンチラ（9月6日、アイエナジー）共演:なつめ愛莉、宮村ななこ、持田栞里、明海こう
- 腰ふり騎乗位で騎乗(の)られちゃった僕。 2（9月13日、アロマ企画）他出演:向井藍、豊中アリス、小枝成実、押見れな
- AJOI 究極の完全主観オナニーサポート! エロポーズでま○こと尻穴を惜しみ無く広げ見せつけ挑発してくるDVD 3（9月25日、アロマ企画）他出演:愛瀬美希、北川りこ、生田みく、西野はる
- お姉さんにパンチラ挑発されながらザーメンを太腿とパンツに放出してもいいですか"? その3（10月13日、アロマ企画）他出演:黒木いくみ、上川星空、苑田あゆり、小枝成実、杏野唯香
- ふとももユートピア 3（11月13日、アロマ企画）共演:生田みく　他出演:新村あかり、海空花、新木さや、北川りこ、君色華奈、はるかみらい
- ローアングルでベストアングル連発!! じっくり仰ぎ見るパンチラ（11月13日、アロマ企画）他出演:あおいれな、黒木いくみ、星咲伶美、まなかかな、君色華奈、真田美樹、はるかみらい、上川星空、白鳥すず、杏野唯香
- 性欲絶倫の体育会系女子だらけのシェアハウスに男はボク1人! 2 ボクが入居したシェアハウスはヤリマン運動女子だらけのシェアハウスだった!貧弱なボクが体を鍛えようと新しく入居したのは、ジム施設のあるシェアハウスだったのですが、そこには肉体美を備えた女性だらけで男はボク1人だったのです!しかも唯一の男のボクをいやらしい目で見てくる超ヤリマン女子たちだらけで、さらに誘われるままアスリートの性欲でエッチを求められたのですが、性欲絶倫の彼女たちにも負けないボクも絶倫で何度も中出しセックス!（12月19日、Hunter）他出演:七海ゆあ、北川りこ、吉良いろは、真田美樹、向井藍、宮村ななこ、星乃レイア、通野未帆、日向うみ ほか

### イメージDVD
- 未熟なつぼみ（2018年5月25日、スパイスビジュアル）※「生田まや」名義

### 音楽

#### シングルCD
- 「バージン協奏曲」後藤つき、西田カリナ、神宮寺ナオ、藤川菜緒（2019年、トラウマサーカス）映画「バージン協奏曲 それゆけ純白パンツ!」主題歌

## 出演

### テレビ
- ビ〜チ9（2019年4月、テレビ埼玉）※マンスリーゲスト
- アイドルのア・ソ・コ♪ザ・ベストテン～マシュマロ3d+が歌ってオナってヤラレちゃう!（2019年3月、パラダイスTV）[14]
- イワクラと吉住の番組（2023年12月12日、テレビ朝日）[15]

### ネット放送
- トイズハートプレゼンツ「私がオタクなばっかりに」 #6[16],#10[17]（2018年9月19日,2019年1月13日、ニコニコ生放送）
- トイズハートプレゼンツ「わたオタ」（2019年5月27日、ニコニコ生放送）＊第１３回ゲスト[18]*新宿レフカダにて公開生放送[12][19]
- 矢口真里の火曜The NIGHT（2019年7月3日、AbemaTV）
- TERRACE HOUSE TOKYO 2019-2020（2019年8月6日、Netflix）11話[20]

### 映画
- バージン協奏曲 それゆけ純白パンツ!（2019年10月4日、オーピー映画）

## その他
- さすらい温泉♨遠藤憲一（テレビ東京） - 番組宣伝ポスターに参加[21]

## インタビュー
- 【マシュマロ3d+新メンバー！　藤川菜緒インタビュー】「私、処女を捨てたのが19歳で。それまで勉強とダンスだけをやってきた人生で。彼氏どころか、友達と一緒に遊びに行くレベルで。チューもしていない」前編(2018年11月2日、デラべっぴんＲ)[22]
- 【マシュマロ3d+新メンバー！　藤川菜緒インタビュー】「小児科の先生と、AVマニアの変態さんに鍛えていただいたおかげで、AVデビュー前にフェチの大切さをすでに知っていました（笑）」後編(2018年11月3日、デラべっぴんＲ)[23]